# Guy Lecluyse
Guy Lecluyse (ur. 29 czerwca 1962 roku w Tourcoing) – francuski aktor komediowy.

## Życiorys
W 1992 zagrał w serialu telewizyjnym Les Années FM. 
W 2008 zagrał we francuskim przeboju kinowym Jeszcze dalej niż Północ co otworzyło mu drogę do ról w wielu innych produkcjach kinowych. 

## Wybrana filmografia
- 2008: Jeszcze dalej niż Północ (Bienvenue chez les Ch'tis) jako Yann Vandernoout, pracownik Banku Pocztowego (La Banque postale) w Bergues
- 2011: Nic do oclenia (Rien à déclarer) jako Grégory Brioul
- 2018: La Ch'tite Famille jako Gustave, brat Valentina